# Ladies Open Lausanne 2022 - Qualificazioni singolare
Le qualificazioni del singolare del Ladies Open Lausanne 2022 sono state un torneo di tennis preliminare per accedere alla fase finale della manifestazione. Le vincitrici dell'ultimo turno sono entrate di diritto nel tabellone principale. In caso di ritiro di una o più giocatrici aventi diritto, a queste sono subentrate le Lucky loser, ossia le giocatrici che hanno perso nell'ultimo turno ma che avevano una classifica più alta rispetto alle altre partecipanti che avevano comunque perso nel turno finale.

## Teste di serie
1. Katie Volynets (ultimo turno)
2. Olga Danilović (qualificata)
3. Anna Blinkova (qualificata)
4. Cristina Bucșa (qualificata)
5. Léolia Jeanjean (qualificata)
6. Ysaline Bonaventure (ritirata)

1. Anastasija Zacharova (ultimo turno)
2. Ėrika Andreeva (qualificata)
3. Asia Muhammad (primo turno)
4. İpek Öz (ultimo turno)
5. Elsa Jacquemot (primo turno)
6. Alexandra Cadanțu-Ignatik (ultimo turno)

### Qualificate
1. Eva Lys
2. Olga Danilović
3. Anna Blinkova

1. Cristina Bucșa
2. Léolia Jeanjean
3. Ėrika Andreeva

## Tabellone

### Legenda
| - Q = Qualificato - WC = Wild card - LL = Lucky loser | - ALT = Alternate - SE = Special Exempt - PR = Protected Ranking | - w/o = Walkover - r = Ritirato - d = Squalificato |

### Sezione 1
|  | Primo turno | Primo turno    | Primo turno    | Primo turno | Primo turno |  |  | Ultimo turno | Ultimo turno   | Ultimo turno | Ultimo turno | Ultimo turno |  |
|  |             |                |                |             |             |  |  |              |                |              |              |              |  |
|  | 1           | Katie Volynets | Katie Volynets | 6           | 6           |  |  |              |                |              |              |              |  |
|  | WC          | Sandy Marti    | Sandy Marti    | 1           | 1           |  |  | 1            | Katie Volynets | 1            | 6            | 2            |  |
|  |             | Eva Lys        | Eva Lys        | 6           | 6           |  |  |              | Eva Lys        | 6            | 3            | 6            |  |
|  | 11          | Elsa Jacquemot | Elsa Jacquemot | 3           | 2           |  |  |              |                |              |              |              |  |

### Sezione 2
|  | Primo turno | Primo turno          | Primo turno    | Primo turno | Primo turno |  |  | Ultimo turno | Ultimo turno         | Ultimo turno         | Ultimo turno | Ultimo turno |  |
|  |             |                      |                |             |             |  |  |              |                      |                      |              |              |  |
|  | 2           | Olga Danilović       | Olga Danilović | 6           | 6           |  |  |              |                      |                      |              |              |  |
|  |             | Joanne Züger         | Joanne Züger   | 1           | 4           |  |  | 2            | Olga Danilović       | Olga Danilović       | 6            | 6            |  |
|  |             | Francesca Di Lorenzo | 2              | 7           | 3           |  |  | 7            | Anastasija Zacharova | Anastasija Zacharova | 4            | 1            |  |
|  | 7           | Anastasija Zacharova | 6              | 5           | 6           |  |  |              |                      |                      |              |              |  |

### Sezione 3
|  | Primo turno | Primo turno            | Primo turno           | Primo turno | Primo turno |  |  | Ultimo turno | Ultimo turno  | Ultimo turno  | Ultimo turno | Ultimo turno |  |
|  |             |                        |                       |             |             |  |  |              |               |               |              |              |  |
|  | 3           | Anna Blinkova          | 2                     | 6           | 6           |  |  |              |               |               |              |              |  |
|  |             | Giulia Gatto-Monticone | 6                     | 2           | 4           |  |  | 3            | Anna Blinkova | Anna Blinkova | 7            | 7            |  |
|  |             | Natal'ja Vichljanceva  | Natal'ja Vichljanceva | 4           | 4           |  |  | 10           | İpek Öz       | İpek Öz       | 5            | 6(1)         |  |
|  | 10          | İpek Öz                | İpek Öz               | 6           | 6           |  |  |              |               |               |              |              |  |

### Sezione 4
|  | Primo turno | Primo turno               | Primo turno               | Primo turno | Primo turno |  |  | Ultimo turno | Ultimo turno              | Ultimo turno | Ultimo turno | Ultimo turno |  |
|  |             |                           |                           |             |             |  |  |              |                           |              |              |              |  |
|  | 4           | Cristina Bucșa            | 4                         | 6           | 6           |  |  |              |                           |              |              |              |  |
|  |             | Conny Perrin              | 6                         | 0           | 3           |  |  | 4            | Cristina Bucșa            | 1            | 6            | 6            |  |
|  |             | Oksana Selechmet'eva      | Oksana Selechmet'eva      | 65          | 3           |  |  | 12           | Alexandra Cadanțu-Ignatik | 6            | 3            | 2            |  |
|  | 12          | Alexandra Cadanțu-Ignatik | Alexandra Cadanțu-Ignatik | 7           | 6           |  |  |              |                           |              |              |              |  |

### Sezione 5
|  | Primo turno | Primo turno     | Primo turno     | Primo turno | Primo turno |  |  | Ultimo turno | Ultimo turno    | Ultimo turno    | Ultimo turno | Ultimo turno |  |
|  |             |                 |                 |             |             |  |  |              |                 |                 |              |              |  |
|  | 5           | Léolia Jeanjean | Léolia Jeanjean | 6           | 6           |  |  |              |                 |                 |              |              |  |
|  |             | Lena Papadakis  | Lena Papadakis  | 3           | 3           |  |  | 5            | Léolia Jeanjean | Léolia Jeanjean | 6            | 7            |  |
|  |             | Yuki Naito      | Yuki Naito      | 7           | 7           |  |  |              | Yuki Naito      | Yuki Naito      | 0            | 5            |  |
|  | 9           | Asia Muhammad   | Asia Muhammad   | 64          | 5           |  |  |              |                 |                 |              |              |  |

### Sezione 6
|  | Primo turno | Primo turno        | Primo turno        | Primo turno | Primo turno |  |  | Ultimo turno | Ultimo turno   | Ultimo turno   | Ultimo turno | Ultimo turno |  |
|  |             |                    |                    |             |             |  |  |              |                |                |              |              |  |
|  | Alt         | Yana Morderger     | 2                  | 6           | 4           |  |  |              |                |                |              |              |  |
|  |             | Magali Kempen      | 6                  | 1           | 6           |  |  |              | Magali Kempen  | Magali Kempen  | 1            | 2            |  |
|  |             | Ekaterina Makarova | Ekaterina Makarova | 3           | 3           |  |  | 8            | Ėrika Andreeva | Ėrika Andreeva | 6            | 6            |  |
|  | 8           | Ėrika Andreeva     | Ėrika Andreeva     | 6           | 6           |  |  |              |                |                |              |              |  |